# آمالادا
شهر آمالادا در استان یونان غربی در کشور یونان واقع شده‌است که دارای جمعیت ۲۰٬۲۶۶ نفر می‌باشد.